# スヴォーロフ勲章 (沿ドニエストル共和国)
スヴォーロフ勲章（ロシア語: Орден Суворова、オールデン・スヴォーラワ）は、沿ドニエストル共和国の勲章。2等級制定されている。名称はロシア帝国の大元帥アレクサンドル・スヴォーロフから取られている。

## 概要
スヴォーロフ勲章は2007年9月1日に沿ドニエストル共和国で制定されたが、そもそも沿ドニエストル共和国軍の最高指揮官へ授与することを想定して制定されている。なお、モルダビア・ソビエト社会主義共和国時代のソビエト連邦にも同名の勲章が存在していた。

### 受章条件
1. 共和国の防衛を強化するため優れた功績を上げる
2. 平和的条件の下、沿ドニエストル共和国軍の発展のために軍事外交政策を行いこれを達成する
3. 共和国の防衛分野において特に重要となる国家の指導で優秀な指揮を執る
4. 沿ドニエストル共和国軍における、祖国防衛のための組織運営や部隊指揮で特別な功績を上げる

2008年3月24日には上記に加え、軍司令官でなくとも祖国防衛のために功績を上げた沿ドニエストル共和国軍の部隊や都市などが授与対象として加えられた。

## 意匠
スヴォーロフ勲章は中心から四方へ拡散する光線が形作る星型を基盤としている。材質は、1等がトムバック、2等が洋白である。
星型の上にトムバック製の楕円が配されている。周囲は月桂樹で囲まれており、楕円には幅0.5mmの縁取りが施されている。縁取りにはМужественные подвиги достойнее словとА. В. Суворовの字が刻まれている。
縁取りの文字は等級により色遣いが異なる。
- 1等：Мужественные подвиги достойнее слов―緑、А. В. Суворов―赤
- 2等：Мужественные подвиги достойнее слов―赤、А. В. Суворов―緑

楕円の中央にはアレクサンドル・スヴォーロフの胸像が刻まれている。スヴォーロフの背景は1等が白、2等が緑で塗られている。
1等スヴォーロフ勲章は60mm、2等スヴォーロフ勲章は55mmと、2等の方がやや小さい作りになっている。
1等スヴォーロフ勲章の裏面には、佩用の際用いる幅24mmのリボンを固定する金具がついている。2等は裏面に衣服へそのまま佩用するためのネジ式ピンが備えられている。

## 佩用
1等スヴォーロフ勲章を佩用する際はリボンを付け、頸部にかける。2等は左胸に佩用する。なお、沿ドニエストル共和国軍祖国奉仕勲章がある場合はその上位に置く。功労勲章がある場合はその下位に置く。

## 略綬
略綬の幅は24mmである。以下は略綬で色分けされている箇所の、それぞれの幅を示したものである（単位:mm）。                                                         
- 1等スヴォーロフ勲章

|    |    |    |     |      |     |    |     |      |     |    |    |
| 色 | 赤 | 黄 | 赤  | 薄黄 | 赤  | 緑 | 赤  | 薄黄 | 赤  | 黄 | 赤 |
| 幅 | 1  | 3  | 0,5 | 4    | 2,5 | 2  | 2,5 | 4    | 0,5 | 3  | 1  |

- 2等スヴォーロフ勲章

|    |    |    |     |    |     |    |     |    |     |    |    |
| 色 | 赤 | 鼠 | 赤  | 灰 | 赤  | 緑 | 赤  | 灰 | 赤  | 鼠 | 赤 |
| 幅 | 1  | 3  | 0,5 | 4  | 2,5 | 2  | 2,5 | 4  | 0,5 | 3  | 1  |

## 授与
スヴォーロフ勲章は通常先に2等が贈られ、その後1等が授与される。勲章授与の権限は大統領に属しており、大統領の決定で授与される。
なお、沿ドニエストル共和国議会の議長は1等を受ける権利を有している。また、大統領に勲章を授与する場合に限り、権限は議会の最高評議会常任委員会に委嘱される。

## 主な受章者
1等及び2等
- スタニスラフ・ハジェーフ（ロシア語版） — 陸軍大将。1992年から2012年まで沿ドニエストル共和国の国防大臣を勤めた。沿ドニエストル共和国軍の組織形成とその強化へ個人的献身を行い、国家活動に従事し、沿ドニエストル共和国軍の創設20周年での高い貢献をしたことなどが評価され2等勲章を受章（沿ドニエストル共和国大統領2011年8月25日付命令第384号[1]）。また、沿ドニエストル共和国軍の防衛能力強化に対し優れた貢献を行ったため1等勲章を受章した（沿ドニエストル共和国大統領2012年1月17日付命令第384号[2]）。

1等
- イーゴリ・スミルノフ — 1991年から2011年まで沿ドニエストル共和国大統領に在任。共和国の防衛能力強化に対する顕著な功績を評価され1等勲章を受章した（沿ドニエストル共和国最高評議会、2008年10月23日[3][4]）。

- アレクサンドル・レベジ（追贈） — 空挺軍中将。ロシア安全保障会議書記などを歴任した。沿ドニエストル共和国形成と保護に対しての個人的勇気と献身が評価され、1等勲章が追贈された（沿ドニエストル共和国大統領2012年6月11日付命令第384号[5]）。

2等
- ベンデル — 沿ドニエストル共和国が実効支配下に置く都市。モルドバとの帰属問題を抱えている。ベンデルの市民は、モルドバ共和国の侵略から沿ドニエストル共和国を防衛し、歴史的遺産や軍事施設の保護に努めたとして、その勇気を讃えてベンデル600周年記念の際に2等勲章が贈られた（沿ドニエストル共和国大統領2008年10月3日付命令第641号[6]）。

- ゲンナジー・ロシヒン — 沿ドニエストル共和国の国家安全保障省第一長官。少将。沿ドニエストル共和国国家安全保障省の機関と組織の創設及び管理における優れた功績、沿ドニエストル共和国の安全保障を確保する上での公的活動における成果や生誕65周年であることなどを評価され、2等勲章を受章した（沿ドニエストル共和国大統領2009年12月24日付命令第900号[7]）。

- セルゲイ・バガプシュ — 2005年から2011年までアブハジア共和国大統領に在任[4]。

- エドゥアルド・ココイトゥイ — 2001年から2011年まで南オセチア共和国大統領に在任[8]。

- ガリナ・アンドレーワ — 沿ドニエストル共和国の女性ストライキ委員会委員長。沿ドニエストル共和国の形成、保護、強化に対する個人的貢献や積極的な公共活動に従事し、高い行動力をもって沿ドニエストル共和国の女性ストライキ運動を率いたことや女性ストライキ運動の20周年を評価され、2等勲章を受章した（沿ドニエストル共和国大統領2011年8月25日付命令第637号[9]）。